# Hugo Kerkau

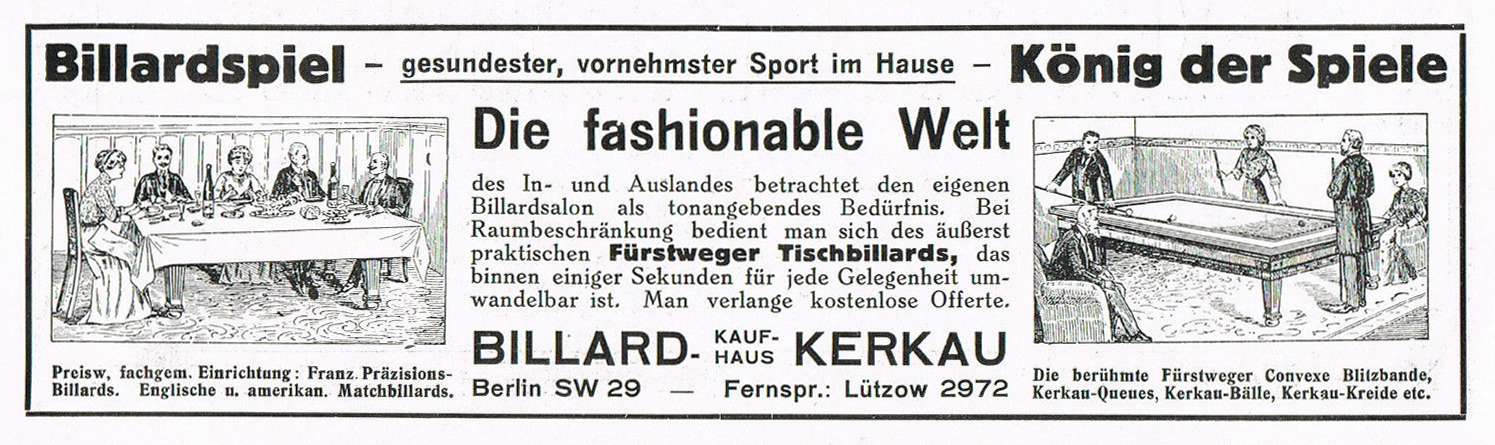
Reklame des „Billard-Kaufhaus Kerkau“ von 1913

Hugo Kerkau (* 31. Dezember 1874 in Hamburg, Deutschland; † 15. April 1918 in Berlin) war ein professioneller, deutscher Karambolagespieler in den Disziplinen Freie Partie und Cadre.

## Karriere
Eher durch Zufall entdeckte Kerkau bei einem Sonntagsausflug seine Begabung für Billard. Es stellte sich heraus, dass er ein mathematisches Genie war und so erlernte er das Spiel innerhalb weniger Jahre bis zum Weltmeistertitel. Anfang der 1890er-Jahre wurde man in Billardkreisen auf den jungen Spieler aus Hamburg aufmerksam. Die „alten Meister“ mussten all ihre Kunst und Können aufbieten, um den Emporkömmling niederzuhalten. Er war einer von drei Brüdern, Egon, Paul und Hugo, denen es das Billardspiel angetan hatte. Sie waren schon in jungen Jahren von der Hansestadt nach Berlin gekommen, wo der Vater als Restaurateur arbeitete. Er war ein ehemaliger Unteroffizier aus dem Reiterregiment der Garde.
Ein Berliner Ökonom beobachtete Hugo Kerkau beim Spiel und erkannte sofort sein Potential. Mit ihm und seinem Bruder Paul gründete er das „Café Kerkau“ im „Equitable-Palast“ an der Friedrichstraße, inklusive der „Hugo Kerkau's Billardacademie“. Täglich war Kerkau zwischen vier und fünf, und zwischen neun und zehn Uhr beim Spiel zu beobachten.
Zusammen mit seinem Bruder Paul war er Teilhaber der „Kerkau-Palast-Gesellschaft“.
Zwischen zwei Partien erfuhr er 1914, dass er Millionär sei, nur ein paar Jahre später, 1918, gegen Ende des Krieges erfuhr er, wieder zwischen zwei Partien, dass er aufgrund der Inflation alles verloren hätte und der „Kerkau-Palast“ pleite sei. Er nahm es kaum zur Kenntnis, vorher wie nachher wohnte er in einer kleinen Zwei-Zimmer-Wohnung hinterm Halleschen Tor. Dort feilte er an seinem Spiel, theoretisch, mit Zeichnungen und Kugelkurven auf Papierflächen. Er verdiente weiterhin sein Geld mit Privatunterricht und starb noch im Jahr seiner Pleite verarmt mit nur 43 Jahren.
Am 3. April 1897 stellte er in London bei einem Schaukampf einen Rekord von 4.285 Karambolagen auf. Im August war er auf Amerika-Tournee, spielte Match auf 5.000 Punkte gegen McLaughlin in „Daly's Academy“ in New York, kurz vor seiner Rückreise nach Berlin. Im Frühjahr 1902 forderte Kerkau den US-Profispieler Jacob Schaefer senior zu einem Match in der Freien Partie auf. Es ging um die damals unglaublich hohe Summe von 20.000 RM. Die US-Spieler hatten das Spiel schon 20 Jahre zuvor eingestellt und sich auf Cadre oder Dreiband eingestellt. So schlug Schaefer ihm Cadre auf 3.000 Punkte mit 800 Punkten Vorgabe vor. Das Spiel sollte in Berlin stattfinden. Aufgrund Schaefers schlechter körperlicher Verfassung kam es jedoch nicht dazu.

## Café Kerkau
Das Eckhaus stand an der Friedrichstraße 59/60, Ecke Leipziger Straße (Lage) (Berlin-Mitte) und wurde 1887–89 im Auftrag der New Yorker Lebensversicherungsgesellschaft „The Equitable Life Assurance Society of the United States“ (heute: AXA) vom Architekten Carl Schäfer als „Equitable-Palast“ errichtet. Im ersten und zweiten Geschoss war das „Café Kerkau“ zu Hause. Der erste Stock besaß einen Damen-Salon und einen Lesesaal. Hier wurde auch zum Tanz aufgespielt. Der Billardsaal war mit 24 Tischen ausgestattet, daher der Beiname „Billard-Palace“, und Kerkau betrieb dort seine „Internationale Billard Academie“. Kerkau war neben dem Billard auch Schachliebhaber und so kam es, dass seit 1901 die 1827 gegründete „Berliner Schachgesellschaft“ dort ihren Sitz hatte. Regelmäßige Besucher waren auch Emanuel Lasker und sein Bruder Bertold. Kerkau war mit dem Café so erfolgreich, dass er sich 1910 mit dem Kerkau-Palast ein eigenes Haus bauen ließ. Nach seinem Weggang hieß die Lokalität dann „Café Zielka Equitable“. 1926 übernahm Giovanni Eftimiades das Geschäft und ließ es umfangreich im orientalischen Stil umbauen, unter anderem führte eine Rolltreppe vom Straßenniveau auf die oberen Etagen, er nannte es „Moka Efti“.

## Kerkau-Palast

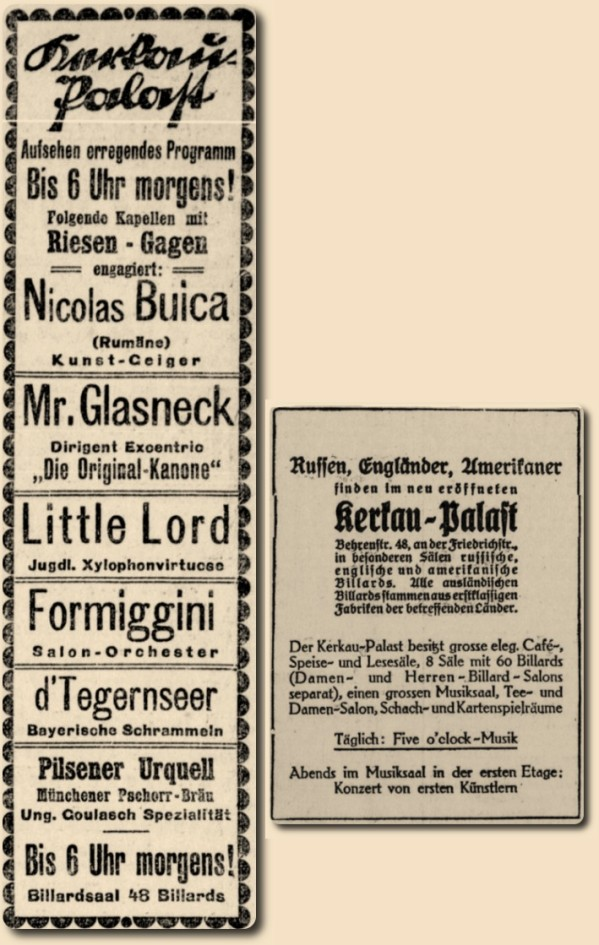
Zeitungsanzeigen zum Auftritt des Formiggini-Salon-Orchesters im Kerkau-Palast am 13. März 1913

Den „Kerkau-Palast“ in der Behrenstraße 48 (Lage) (Berlin-Mitte) ließ Hugo Kerkau 1910 von Sanmicheli Wolkenstein erbauen, ein neues Haus, extra für seine Zwecke ausgelegt. Der „Kerkau-Palast“ war mit drei Stockwerken sogar noch größer als das „Café Kerkau“. Hugo hatte nicht weniger als 48 Billardtische aufstellen lassen. Auch hier wurde ausgiebig Schach gespielt. Schon im Eröffnungsjahr war der Palast vom 8. November bis 8. Dezember 1910 Schauplatz der Weltmeisterschaft zwischen Lasker und Dawid Janowski gewesen. Auch traten zeitgenössische Musikergrößen wie Gabriel Formiggini und sein Salon-Orchester dort auf. 1912 kaufte Josef König den Kerkau-Palast und für ein paar Jahre war er das Vereinslokal des Berliner Schachverein 1876. 1920 stellte König seine Räumlichkeiten für ein Internationales Schachturnier zur Verfügung, Sieger wurde Gyula Breyer. Im Januar 1921 wurde der Kerkau-Palast geschlossen.

## Veröffentlichungen
- Georg Kerkau, Hugo Kerkau: Handbuch der Billardspielkunst. Unter Mitwirkung des Weltmeisters Hugo Kerkau und anderer Meister des Billardspiels. 1. Auflage. Grethlein, Leipzig, Berlin, Paris 1910 (231 S.).